# Macaranga thomasii
Macaranga thomasii är en törelväxtart som beskrevs av Timothy Charles Whitmore. Macaranga thomasii ingår i släktet Macaranga och familjen törelväxter.
Artens utbredningsområde är Moluckerna. Inga underarter finns listade i Catalogue of Life.